# Molières-sur-Cèze
Molières-sur-Cèze is een gemeente in het Franse departement Gard (regio Occitanie). De plaats maakt deel uit van het arrondissement Alès. Molières-sur-Cèze telde op 1 januari 2022 1.187 inwoners.

## Geografie
De oppervlakte van Molières-sur-Cèze bedroeg op 1 januari 2022 8,71 vierkante kilometer; de bevolkingsdichtheid was toen 136,3 inwoners per km².

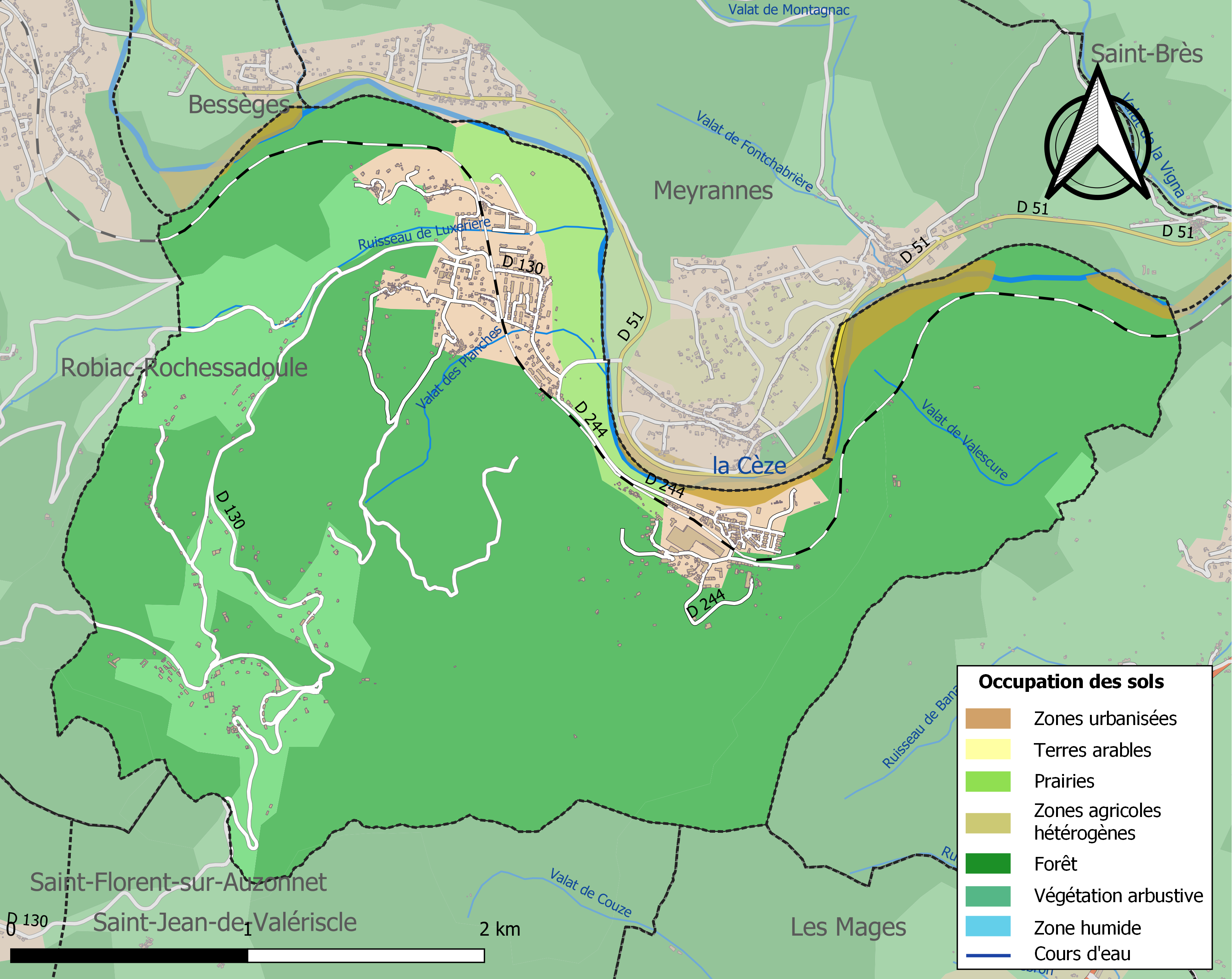
Kaart van de gemeente met belangrijkste infrastructuur, bodemgebruik en omliggende gemeenten

## Demografie
Onderstaande figuur toont het verloop van het inwonertal (bron: INSEE-tellingen).

## Banden
In 1974 verbroederde de gemeente met het Oost-Vlaamse Oostakker.